# Tramlijn Winschoten - Stadskanaal
De tramlijn Winschoten - Stadskanaal was een tramlijn in Groningen tussen Winschoten en Stadskanaal. 

## Geschiedenis
De lijn werd aangelegd door de Stoomtramweg-Maatschappij Oldambt - Pekela en geopend op 8 juli 1885. 
De lijn werd aangelegd met rails van de tramlijn Winschoten - Scheemda waarvan het gedeelte Finsterwolde - Scheemda twee jaar na ingebruikname al weer werd gesloten en opgebroken. Toen de spoorlijn Stadskanaal - Zuidbroek van de NOLS gereedgekomen was, werd de lijn in Stadskanaal verlengd met een brug over het gelijknamige kanaal naar de halte Stadskanaal Pekelderweg. De Stoomtram Oldambt - Pekela legde hier een emplacement aan. Personenvervoer vanaf dit station vond plaats vanaf 1910, het bestel- en stukgoederenvervoer startte hier een jaar later.
Door toenemende concurrentie van autobusdiensten is de lijn gesloten in 1939.